# 五十嵐優
五十嵐優（日语：／ lgarashi Yu，1995年5月15日—）是日本男子羽毛球运动员，亦為前日本國家羽毛球隊（B隊）成員。山形縣鶴岡市出生，畢業於埼玉栄高校及中央大学。2018年4月加入日本Unisys株式會社，並為旗下羽毛球部的成員。2022年4月1日，日本Unisys株式會社改名為BIPROGY株式會社。其妻子東野有紗亦為羽毛球運動員。

## 簡歷
2017年3月，五十嵐優出戰大阪羽毛球國際挑戰賽，在男單決賽以2比0（25-23、21-14）擊敗中華台北選手薛軒億，奪得其首個國際職業賽冠軍。同年4月，他出戰芬蘭羽毛球公開賽，在决赛中以0比2 （17-21、18-21）不敌丹麦的拉斯穆斯·傑姆克。随后6月，他出戰西班牙羽毛球國際賽，在决赛中以2比0 （21-13、21-14）击败了资格赛选手、西班牙的路易斯·恩里克·佩纳尔弗，赢得了个人挑战赛第二个男单冠军。
2017年8月，五十嵐優代表日本参加世界大學運動會羽毛球比賽。在率先進行的混合团体赛中，日本队取得银牌；而在男子單打方面，五十嵐優以0比2 （21-23、21-23）惜败于中華台北的王子維，赢得季军。接着10月，他出戰荷蘭羽毛球大獎賽，在决赛中以0比2（10-21、12-21）不敌队友桃田賢斗。
2018年4月，五十嵐優出戰大阪羽毛球國際挑戰賽，在决赛中以2比0 （21-17、21-12）击败了师弟的奈良岡功大，赢得开门红。
2024年引退，轉任所屬球隊教練。

## 主要比賽成績
只列出曾進入準決賽的國際賽事成績：
| 年份   | 賽事                         | 公開賽級別 | 項目     | 成績   |
| ------ | ---------------------------- | ---------- | -------- | ------ |
| 2013年 | 亞洲青年羽毛球錦標賽         | 其他       | 混合團體 | 季軍   |
| 2017年 | 大阪羽毛球國際挑戰賽         | 國際挑戰賽 | 男子單打 | 冠軍   |
| 2017年 | 芬蘭羽毛球公開賽             | 國際挑戰賽 | 男子單打 | 亞軍   |
| 2017年 | 蘇迪曼盃                     | 其他       | 混合團體 | 季軍   |
| 2017年 | 西班牙羽毛球國際賽           | 國際挑戰賽 | 男子單打 | 冠軍   |
| 2017年 | 世界大學運動會羽毛球比賽     | 其他       | 混合團體 | 銀牌   |
| 2017年 | 世界大學運動會羽毛球比賽     | 其他       | 男子單打 | 銅牌   |
| 2017年 | 荷蘭羽毛球大獎賽             | 大獎賽     | 男子單打 | 亞軍   |
| 2018年 | 大阪羽毛球國際挑戰賽         | 國際挑戰賽 | 男子單打 | 冠軍   |
| 2018年 | 秋田羽毛球大師賽             | 超級100賽  | 男子單打 | 準決賽 |
| 2018年 | 越南羽毛球公開賽             | 超級100賽  | 男子單打 | 準決賽 |
| 2018年 | 西班牙羽毛球大師賽           | 超級300賽  | 男子單打 | 準決賽 |
| 2018年 | 南澳洲羽毛球國際賽           | 國際挑戰賽 | 男子單打 | 冠軍   |
| 2018年 | 雪梨羽毛球國際賽             | 國際系列賽 | 男子單打 | 準決賽 |
| 2018年 | 美國羽毛球國際挑戰賽         | 國際挑戰賽 | 男子單打 | 準決賽 |
| 2019年 | 秋田羽毛球大師賽             | 超級100賽  | 男子單打 | 亞軍   |
| 2022年 | 恰蒂斯加爾邦羽毛球國際挑戰賽 | 國際挑戰賽 | 男子單打 | 準決賽 |

| 2007-2017年 | 首要超級賽 | 超級賽 | 黃金大獎賽 | 大獎賽 | 國際挑戰賽 | 國際系列賽 | 未來系列賽 | 其他 |

| 2018-2026年 | 總決賽 | 超級1000賽 | 超級750賽 | 超級500賽 | 超級300賽 | 超級100賽 | 國際挑戰賽 | 國際系列賽 | 未來系列賽 | 其他 |